# Gorka Iraizoz
Gorka Iraizoz, teljes nevén Gorka Iraizoz Moreno (Pamplona, 1981. március 6. –) spanyol labdarúgó, jelenleg a Girona kapusa. Tizennégyszeres baszk válogatott.

## Karrierje
Iraizoz a navarrai Pamplonában született. Első komolyabb csapata az UDC Chantrea volt, majd az Athletic Club akadémiájára került. Annak mindkét tartalékcsapatában, a Baskoniában és a Bilbao Athleticben is játszott.
Egy év gernikai kitérőt követően 2002-ben került az Espanyolhoz. Első két szezonját a tartalékok között töltötte, majd Eibarba került kölcsönbe. Eleinte második számú kapus volt Idriss Carlos Kameni mögött, majd szép lassan kiszorította őt a kezdőcsapatból.
2007-ben 4,6 millió euróért került vissza nevelőegyesületéhez, az Athletic Clubhoz. Eleinte nem volt szerencséje, ugyanis a 2007-08-as szezon második felét teljes egészében ki kellett hagynia egy súlyos sérülés miatt. Erre az idényre az ő helyét a Cádizból szerződtetett Armando Riveiro vette át. A következő szezonokban szinte egyetlen mérkőzést sem hagyott ki. Eddigi legjobb teljesítményét 2010. január 16-án, a Real Madrid ellen nyújtotta, amikor a mérkőzés legjobbjának választották, miután több fontos védést is bemutatott.

## Sikerek
- RCD Espanyol:
  - Kupagyőztes: 2005–06
  - UEFA-kupa-döntős: 2006–07
- Athletic Club:
  - Kupadöntős: 2008–09
  - Szuperkupa-döntős: 2009

## Külső hivatkozások
- Profil az Athletic Club honlapján
- Statisztikák az LFP honlapján (spanyolul)
- BDFutbol